# Catch Me If You Can (少女時代の曲)
「Catch Me If You Can」（キャッチ・ミー・イフ・ユー・キャン）は、韓国のグループ、少女時代の楽曲で、日本での9枚目のシングルである。2015年4月22日にEMI RECORDSから発売。

## 概要
ベストアルバム『THE BEST』の発売、メンバーのジェシカの脱退、東京ドーム単独公演を挟んで、前作「GALAXY SUPERNOVA」から、約1年半年ぶりのシングル。
完全限定プレスの特殊梱包袋入りオールブラックのスペシャルパッケージ盤と通常盤の2形態で発売。通常盤の初回生産分のみ、特製透明フィルムを動かすことでCGの様な特殊効果が出現する特殊仕様となっている。加えて少女時代初の試みとしてピクチャーレーベルの12インチアナログレコードを発売する（5月27日に、UNIVERSAL MUSIC STORE限定で発売）。
発売初週の売り上げは20,835枚でオリコン週間8位であり、前作「GALAXY SUPERNOVA」の初週売り上げ（50,793枚）の約4割に激減した。アルバム先行シングルであった「FLOWER POWER」の初週売り上げ（29,065枚）すらも下回り、売り上げ枚数・順位ともに過去最低となった。
アルバム未収録であるため本シングルしか聴けない。

## 収録曲

### CD
1. Catch Me If You Can
2. Girls
3. Catch Me If You Can (without vocal tracks)
  - スペシャルパッケージ盤のみ。

### DVD
1. Catch Me If You Can (Music Video)

## アナログ盤
- Side A : Catch Me If You Can
- Side B : Catch Me If You Can (without vocal tracks)